# Take
 (novembre 2014).
Si vous disposez d'ouvrages ou d'articles de référence ou si vous connaissez des sites web de qualité traitant du thème abordé ici, merci de compléter l'article en donnant les références utiles à sa vérifiabilité et en les liant à la section « Notes et références ».
Take est un thriller dramatique américain réalisée et écrit par Charles Oliver, sorti le 27 avril 2007 aux États-Unis
Le film met notamment en vedette les acteurs Minnie Driver, Jeremy Renner, Bobby Coleman, Adam Rodríguez et David Denman. 

## Synopsis
Deux étrangers, une mère qui lutte et un accro au jeu, se rencontrent dans la tragédie. Les années passent, et ils devront se réconcilier entre eux comme avec eux-mêmes.

## Fiche technique
- Titre : Take
- Titre original : Crossing Paths
- Réalisation : Charles Oliver
- Scénario : Charles Oliver
- Photographie : Tristan Whitman
- Montage : Andrew McAllister
- Musique : Roger Neill
- Casting : Joe Lorenzo
- Pays d'origine :  États-Unis
- Format : couleur
- Langue : Anglais
- Genre : Thriller dramatique
- Durée : 90 minutes
- Date de sortie : 2007

## Distribution
- Minnie Driver : Ana Nichols
- Jeremy Renner : Saul Gregor
- Bobby Coleman : Jesse Nichols
- Adam Rodríguez : Steven
- David Denman : Marty Nichols
- Emily Harrison : Wendy
- Bill McKinney : Benjamin Gregor
- Jessica Stier : Mrs. Bachanas
- Rocky Marquette : Mark
- Paul Schackman : Sam